# Sant Sebastià de la Selva de Mar
Sant Sebastià de la Selva de Mar és una església de la Selva de Mar (Alt Empordà) inclosa a l'Inventari del Patrimoni Arquitectònic de Catalunya. Està situada als afores, a l'oest del nucli urbà de la població, en un replà una mica més enlairat sobre la vall de la riera de la Selva, en l'antic camí que porta a Sant Pere de Rodes. A la part posterior de l'església es localitza el cementiri.
Cada vint de gener, diada de Sant Sebastià, s'hi celebrava un ofici solemne, i encara de tant en tant s'hi diu una missa. S'hi anava en processó precedida del penó de la "Germandat de Sant Sebastià", entitat de Socors Mutus" dissolta fa una cinquantena d'anys. A Sant Sebastià encara avui s'hi va, fent el Via-Crucis, per Setmana Santa.

## Descripció
És una església d'una sola nau capçada a llevant per un absis de planta semicircular. La nau és coberta amb volta de canó, lleugerament apuntada. L'absis està cobert amb una volta de forma ametllada. El parament és de carreus de pissarra, i alguns pocs de gres, escairats. La part de l'absis, però, està construït amb filades d'opus spicatum, fet amb rebles allargades de pissarra. L'interior de l'església actualment es troba arrebossat i pintat. Es conserva en notable bon estat la coberta de lloses de pissarra, tant damunt la nau com a la capçalera, la qual no és fàcil de veure a causa de l'obra de fortificació que, altrament, ha contribuït a preservar-la. Hi ha uns bancs d'obra correguts, als peus dels murs laterals.
La façana principal està orientada a l'oest. Destaca la portalada, formada per tres arcs de mig punt en degradació. Hi hagué una altra porta a migdia, que estava amagada pels nínxols del cementiri, actualment retirats. Hi ha tres finestres romàniques, situades a la façana principal, al mur lateral sud de la nau i a l'absis, de les mateixes característiques. Són de doble biaix i arcs de mig punt. Al coronament hi ha tres grosses pilastres, que serviren de merlets i també d'espadanya. Damunt els murs perimetrals de la nau i de capçalera, s'hi bastí una sòlida obra de fortificació a les darreries del segle xiv.
L'obra de fortificació dobla l'alçada de tots els murs romànics. Destaca l'emmerletat superior, el matacà damunt la porta i, en aquest mateix mur, diverses espitlleres d'obertura rectangular. Aquesta fortificació aixecada sobre l'església es diferencia clarament per l'aparell de l'obra més antiga. Els seus murs presenten un parament de rebles de pissarra, trabats amb morter i lligats a les cantonades amb carreus ben escairats.
Al nord, el mur es manté enterament i posseeix encara tot l'emmerletat i les espitlleres. Sobre el mur meridional de la nau, la fortificació s'ha perdut en el tram que es troba damunt la porta lateral del temple, també desapareguda. El mur que es dreça sobre l'absis té dues rengles d'espitlleres. La part alta és malmesa i no presenta restes de merlets.

## Història
El primer document escrit que trobem és l'acta de donació del Comte Gaufred d'Empúries-Rosselló i el seu fill Sunyer, que era bisbe d'Elna, de l'any 974, al Monestir de Sant Pere de Rodes, la qual, després d'esmentar altres esglésies, diu així: "Ecclesiam Sancti Stephani quae est in valle Subiradellos".
Al mateix any el papa Benet VI confirmà a l'abat Hildesind en una epístola les possessions del monestir, entre les quals s'esmenta l'església de Sant Esteve. Aquest nom fou oblidat posteriorment, ja que més endavant fou conegut per Vall de Mata. Almenys fins a les darreries del Segle XIV, aquest temple és anomenat en les esferes eclesiàstiques de Girona com "Ecclesia parrochiale Sancti Stephani de Matha de Silva", (arxiu Diocesà). Tenint-ho en compte, és de suposar que la dedicació a Sant Sebastià de la capella no es feu fins que l'advocació a Sant Esteve fou traslladada a l'església del poble, la qual fou construïda, possiblement, entre els segles xvi i xvii. La Capella, doncs, té més de mil anys d'existència.
Encara en el segle x tornem a trobar notícies l'any 982 en un precepte del rei Lotari i al 990 en una epístola del papa Joan XV. Al segle xi, a l'oblatio in monacum del 1063, de Pere, fill dels comtes Ponç I i Adelaida, surt esmentada l'església. En el segle xiii, concretament l'any 1279, s'esmenta l'església en las Rationes decimarum.
Al segle xiv trobem diverses notícies documentals que fan referència a l'església, entre les quals la més destacada data de l'11 de març del 1397, es tracta d'una súplica de la gent del poble a l'abat del monestir de Sant Pere de Rodes, en la qual demanen poder fortificar l'església de Sant Esteve, per defensar-se dels atacs dels "serrins enemichs de la creu ". Raonen "que en atenció que en temps passats ells s'on estat robats, destruïts e malmenats per serrin enemics de la creu i com hi ha perill eminent de major dany irreparable en seguir en lo dit lloc per dits enemics, com en dit lloch no ha fors ni deffenció nenguna per los dits homens se puguen defensar e contrestar als dits enemics, supliquem que puguen fer en la iglesia una fortalesa per defensarse de sos enemichs, a II de Mars de 1397". Això justifica la construcció, aproximadament en aquest segle, de la fortalesa.
L'any 1691, en una llista de parròquies publicada per Francesc Romaguera, encara surt anomenada l'església amb el topònim de Mata, igual que l'any 1742. Ja al principi del segle xvii es començà la construcció d'una parròquia al bell mig de l'actual nucli de població, segle en el que canvia d'advocació.